# Начо Інса
Іґнасіо Інса Бохігес (ісп. Ignacio Insa Bohigues; нар. 9 червня 1986, Косентайна, Іспанія) — іспанський та малазійський футболіст, півзахисник клубу «Джохор Дарул Тазім» та національної збірної Малайзії.

## Клубна кар'єра
Народився в Косентайні, провінція Аліканте. Вихованець молодіжної академії «Валенсії». Дорослу футбольну кар'єру розпочав у резервній команді клубу, «Валенсія Месталья». За першу команду клубу дебютував у товариському матчі проти «Фенербахче». В офіційних змаганнях за першу команду клубу дебютував 5 грудня 2006 року в програному (0:1) поєдинку групового етапу Ліги чемпіонів УЄФА проти «Роми» на Олімпійському стадіоні. Єдиний матч у Ла-Лізі за «Валенсію» зіграв 17 червня в нічийному (3:3) поєдинку останнього туру проти «Реал Сосьєдада», де вийшов на поле на останніх хвилинах поєдинку. Влітку 2007 року відправився в 2-річну оренду до «Ейбара», у футболці якого відзначився 2-ма голами в 33-ох поєдинках.
У 2009 році повернувся до Валенсії, але незабаром після цього перебрався до «Вільярреала». Однак за першу команду клубу зіграв лише 1 матч, зіграв 11 хвилин у програному (0:1) виїзному поєдинку проти «Осасуни». Решту ж часу провів у «Вільярреалі Б». 24 червня 2011 року підписав контракт з «Сельтою». 27 травня 2012 року у переможному (2:1) виїзному матчі Сегунда Дивізіону проти «Хімнастіка» (Таррагона) відзначився другим голом команди. Завдяки цьому голу «Сельта» гарантувала собі підвищення в класі й після 5-річної перерви повернулася до Ла-Ліги. Наступного сезону був одним з провідних гравців команди, яка займала місця в нижній частині турнірної таблиці та вела боротьбу за збереження свого місця у вищому дивізіоні іспанського чемпіонату. 1 червня 2013 року в поєдинку проти «Еспаньйола» відзначився голом, який залишив «Сельту» у Прімера Дивізіоні. Незважаючи на це, клуб вирішив не продовжувати угоду з футболістом на наступний сезон, після чого Начо відправився в «Антальяспор» з турецької Суперліги, в якому так і не отримав належної кількості ігрової практики. По завершенні сезону команда понизилася в класі й іспанець вирішив розірвати контракт з клубом.
21 січня 2015 року повернувся до Іспанії, де став гравцем «Сарагоси». Потім виступав за клуби другого дивізіону Іспанії «Алькоркон» та «Леванте».
У травні 2017 року разом з «Леванте» вийшов у Лігу Сантандер. Через декілька місяців залишив команду та перейшов у «Джохор Дарул Тазім» з Малайзії, за що він відмовляється від бонусу за вказане підвищення та половини своєї річної зарплати. Також малазійський клуб, за даними ЗМІ, заплатив іспанцям 400 000 євро.

## Кар'єра в збірній
Отримав малазійське громадянство завдяки бабусі, яка народилася в Сабахі. У футболці національної збірної Малайзії дебютував у нічийному (2:2) товариському поєдинку проти Монголії.

## Особисте життя
Молодший брат Інси, Кіко, також є футболістом і гравцем національної збірної Малайзії.

## Статистика виступів

### Клубна
Станом на 25 вересня 2020
| Клуб                 | Сезон              | Ліга                | Ліга  | Ліга | Кубок | Кубок | Континентальні | Континентальні | Загалом | Загалом |
| Клуб                 | Сезон              | Дивізіон            | Матчі | Голи | Матчі | Голи  | Матчі          | Голи           | Матчі   | Голи    |
| -------------------- | ------------------ | ------------------- | ----- | ---- | ----- | ----- | -------------- | -------------- | ------- | ------- |
| «Валенсія Б»         | 2006–07            | Сегунда Дивізіон Б  | 34    | 2    | —     | —     | 2              | 0              | 36      | 2       |
| «Валенсія»           | 2006–07            | Ла-Ліга             | 1     | 0    | 0     | 0     | 1              | 0              | 2       | 0       |
| «Ейбар» (оренда)     | 2007–08            | Сегунда Дивізіон    | 33    | 2    | 1     | 0     | —              | —              | 34      | 2       |
| «Ейбар» (оренда)     | 2008–09            | Сегунда Дивізіон    | 23    | 1    | 0     | 0     | —              | —              | 23      | 1       |
| «Ейбар» (оренда)     | Загалом            | Загалом             | 56    | 3    | 1     | 0     | —              | —              | 57      | 3       |
| «Вільярреал Б»       | 2009–10            | Сегунда Дивізіон    | 34    | 2    | —     | —     | —              | —              | 34      | 2       |
| «Вільярреал Б»       | 2010–11            | Сегунда Дивізіон    | 40    | 0    | —     | —     | —              | —              | 40      | 0       |
| «Вільярреал Б»       | Загалом            | Загалом             | 74    | 2    | —     | —     | —              | —              | 74      | 2       |
| «Вільярреал»         | 2010–11            | Ла-Ліга             | 1     | 0    | 0     | 0     | —              | —              | 1       | 0       |
| «Сельта»             | 2011–12            | Сегунда Дивізіон    | 28    | 1    | 3     | 0     | —              | —              | 31      | 1       |
| «Сельта»             | 2012–13            | Ла-Ліга             | 18    | 2    | 0     | 0     | —              | —              | 18      | 2       |
| «Сельта»             | Загалом            | Загалом             | 46    | 3    | 3     | 0     | —              | —              | 49      | 3       |
| «Антальяспор»        | 2013–14            | Суперліга Туреччини | 16    | 0    | 4     | 1     | —              | —              | 20      | 1       |
| «Сарагоса»           | 2014–15            | Сегунда Дивізіон    | 17    | 0    | 0     | 0     | —              | —              | 17      | 0       |
| «Алькоркон»          | 2015–16            | Сегунда Дивізіон    | 34    | 2    | 1     | 0     | —              | —              | 35      | 2       |
| «Леванте»            | 2016–17            | Сегунда Дивізіон    | 35    | 2    | 0     | 0     | —              | —              | 35      | 2       |
| «Джохор Дарул Тазім» | 2017               | Ліга Супер          | 9     | 2    | 9     | 2     | —              | —              | 18      | 4       |
| «Джохор Дарул Тазім» | 2018               | Ліга Супер          | 14    | 3    | 14    | 1     | 5              | 0              | 32      | 3       |
| «Джохор Дарул Тазім» | 2019               | Ліга Супер          | 3     | 0    | 0     | 0     | 1              | 0              | 4       | 0       |
| «Джохор Дарул Тазім» | 2020               | Ліга Супер          | 6     | 0    | 0     | 0     | 2              | 0              | 8       | 0       |
| Загалом за кар'єру   | Загалом за кар'єру | Загалом за кар'єру  | 341   | 18   | 32    | 4     | 11             | 0              | 383     | 21      |

1. ↑  Матчі в плей-оф на вибування
2. ↑  Матчі в Лізі чемпіонів УЄФА
3. 1 2 3  Матчі в Кубку ФА Малайзії та Кубку Малайзії
4. ↑  Матчі в кваліфікації плей-оф Лізі чемпіонів АФК та Кубку АФК
5. 1 2  Матчі в Лізі чемпіонів АФК

### У збірній
Станом на 22 березня 2018
| Національна збірна | Рік     | Матчі | Голи |
| ------------------ | ------- | ----- | ---- |
| Малайзія           | 2018    | 1     | 0    |
| Малайзія           | Загалом | 1     | 0    |

## Досягнення

### Клубні
«Леванте»
- Сегунда Дивізіон
  -  Чемпіон (1): 2016/17

«Джохор Дарул Тазім»
- Ліга Супер
  -  Чемпіон (8): 2017, 2018, 2019, 2020, 2021, 2022, 2023, 2024-25

- Кубок Малайзії
  -  Володар (5): 2017, 2019, 2022, 2023, 2024-25

- Кубок Футбольної асоціації Малайзії
  -  Володар (3): 2022, 2023, 2024

- Суперкубок Малайзії
  -  Володар (8): 2018, 2019, 2020, 2021, 2022, 2023, 2024, 2025

### Індивідуальні
- Найкращий гравець місяця Суперліги Малайзії: жовтень 2017